# Панахес
Панахес (рос. Панахес, адиг. Пэнэхэс) — аул у республіці Адигеї, піпорядкований Афіпсипському сільському поселенню Тахтамукайського району.
Аул розташований за 3 км на захід від адміністративного центру сільського поселення аулу Афіпсип.

## Історія
Аул заснований 1883 року.

## Населення
Населення аулу за останні роки:
- 2002 — 1587[2];
- 2010 — 1522[3]:
- 2013 — 1488.

Більшість населення — адиги-шапсуги.